# Mina Špiler
Mina Špiler, slovenska pevka in inštrumentalistka, *1981. Sodelovala s skupinami Laibach in Melodrom.
Svojo glasbeno kariero je začela v skupini Melodrom v letu 1999, in sicer kot študentka Filozofske fakultete (primerjalne književnosti in slovenščine). Sodelovala je pri snemanju njihovega istoimenskega albuma, pa tudi pri projektu Rotor. Od leta 2006 do 2018 je aktivno sodelovala v skupini Laibach, med drugim tudi med njenim gostovanjem v Severni Koreji.
Trenutno deluje v slovensko-britanski zasedbi Kreda (kot vokalistka), ki jo poleg nje sestavljata še skladatelj Matevž Kolenc, s katerim sta sodelovala že pri Melodromu in Laibach, in producent YILA. Februarja 2020 so izdali svoj prvi EP Crest.